# Ulisse Scarpetta
Ulisse Scarpetta (Piacenza, 18 maggio 1887 – Vertoiba, 16 maggio 1917) è stato un militare italiano, pluridecorato capitano del Regio Esercito durante la prima guerra mondiale, e padre della futura Medaglia d'oro al valor militare Pier Giuseppe.

## Biografia
Nacque a Piacenza il 18 maggio 1887, figlio di Ernesto e Luisa Laneri. Frequentò l’Istituto Tecnico G.D. Romagnosi, dove conseguì la licenza superiore nel corso del 1905, iniziando a frequentare la Regia Accademia di Artiglieria e Genio di Torino l’anno successivo. Uscitone nel 1908 con il grado di sottotenente in servizio permanente effettivo, venne promosso tenente nel 1911, e allo scoppio della guerra italo-turca partì per la Libia al seguito del corpo di spedizione al comando del generale Carlo Caneva. Rientrato in Patria, nel 1913 frequentò i corsi della Scuola di guerra dell'esercito, che dovette interrompere per lo scoppio della prima guerra mondiale, nell’agosto 1914.  Promosso capitano l’anno successivo, si distinse dopo l’entrata in guerra dell’Italia, avvenuta il 25 maggio 1915, al comando di una batteria del 9º Reggimento artiglieria da campagna. Trasferito al 45º Reggimento artiglieria, nel corso del 1917 fu assegnato a compiti di Stato maggiore. Il 14 maggio dello stesso anno, mentre assisteva ad un contrattacco lanciato dalla Brigata fanteria "Treviso" sul Monte Sober fu gravemente ferito da schegge di granata. Portato all'Ospedale da campo n. 144 morì il giorno 16. All’epoca era decorato con due Medaglie d’argento e una di bronzo al valor militare, e lasciava la moglie Maria Luisa Cravera, e il figlio piccolo Pier Giuseppe.